# Serginho do Porto
 Sérgio da Silva mais conhecido como Serginho do Porto (Rio de Janeiro, 1 de Abril de 1964) e um intérprete de samba-enredo e compositor brasileiro.seu apelido era uma referência não à escola de samba Unidos do Porto da Pedra, como muitos imaginaram, mas a Agostinho Porto, bairro de São João.

## Como intérprete de samba enredo
Começou com 17 anos de idade, na Unidos da Ponte, onde participou de rodas de pagodes e de disputas de samba, sendo apoio do então puxador Grillo, tendo estreado como voz principal dois anos depois. em seguida, foi para a Unidos da Tijuca, no qual ficou dois anos:1997 e 1998. Em 1999, foi para a São Clemente, União da Ilha e Império da Tijuca. em 2002, acertou com a Águia de Ouro, de São Paulo, onde foi cantou junto com o intérprete paulista Douglinhas, que também cantaram na Império da Tijuca. e esteve de 2002 a 2004, como intérprete da Estácio de Sá.
Cinco anos depois, regressava a uma agremiação do Grupo Especial do Rio, puxando o samba da Caprichosos. Em 2006, retornou como intérprete oficial da Águia de Ouro. De 2008 a 2010, esteve pela segunda vez como intérprete da Estácio de Sá e foi apoio de Quinho no Salgueiro entre 2007 e 2010. A partir de 2011, foi efetivado como intérprete oficial da escola, ao lado de Quinho e Leonardo Bessa.. Em 2015 fez dupla com Leonardo Bessa, após o desligamento de Quinho, e foi dispensado da Águia de Ouro faltando duas semanas para o desfile oficial. O mesmo aconteceria no ano seguinte pelo Salgueiro, aonde não compareceu a final de samba-enredo devido a uma inflamação nas cordas vocais, no qual foi rechaçado pela presidente Regina Celi que garantiu sua permanência.
Saiu da Academia do Samba, após sete anos a frente do carro de som, para retornar como cantor principal da Estácio e do Águia de Ouro. Em 2019 foi um dos intérpretes da escola de samba Estrela do Terceiro Milênio, além de retornar ao Salgueiro como apoio de Emerson Dias e Quinho. Deixou novamente a Estácio em 2022, retornando à escola para o carnaval de 2025.

## Como compositor e fora do carnaval
Tem se destacado como compositor de sambas. Já compôs para Ponte, Unidos da Tijuca, Beija-Flor, Difícil é o Nome, Mocidade Alegre, Águia de Ouro, Império Pedreirense, entre outras. ganhado, em 1999, um Estandarte de Ouro, pela autoria do samba Araxá: Lugar Alto Onde Primeiro Se Avista o Sol, da Beija-Flor.
Fora do carnaval, participou do grupo Puxadores do Samba, junto com Preto Jóia, Wantuir, Jackson Martins e Dominguinhos do Estácio e lançou esse ano, um CD solo.

## Títulos e estatísticas
|                  | Campeão   | Vice           | Terceiro       |
| ---------------- | --------- | -------------- | -------------- |
| Primeira Divisão | —         | 2012 2014 2015 | 2008 2009 2017 |
| Segunda Divisão  | 2009 2019 | —              | 2010           |
| Terceira Divisão | 2000 2019 | —              | —              |

## Premiações
- Estandarte de Ouro

1. 1999 - Melhor samba-enredo (Beija-Flor - "Araxá, Lugar Alto Onde Primeiro Se Avista o Sol") [11]

- Gato de Prata

1. 2019 - Melhor intérprete (Estácio de Sá) [12]

- S@mba-Net

1. 2003 - Melhor intérprete (Estácio de Sá) [13]
2. 2018 - Melhor intérprete (Estácio de Sá) [14]

- Tamborim de Ouro

1. 1999 - Melhor samba-enredo (Beija-Flor - "Araxá, Lugar Alto Onde Primeiro Se Avista o Sol") [15]

- Troféu Jorge Lafond

1. 2010 - Melhor intérprete (Estácio de Sá) [16]